# İbrahim İçuz
İbrahim İçuz (* 1. Januar 1996 in Balıkesir) ist ein türkischer Fußballspieler.

## Karriere
İçuz spielte für die Nachwuchsabteilungen Balıkesirspors und Ayşebacı Fatih SKs und erhielt 2015 bei Ersterem einen Profivertrag. Nachdem er bis zum Mai 2017 ausschließlich in der Reservemannschaft eingesetzt worden war, gab er in der Zweitligapartie vom 14. Mai 2017 gegen Elazığspor sein Profidebüt.
Im Sommer 2018 wechselte er zum Viertligisten Bayburt Grup İl Özel İdare GS.